# 啓明バスターミナル

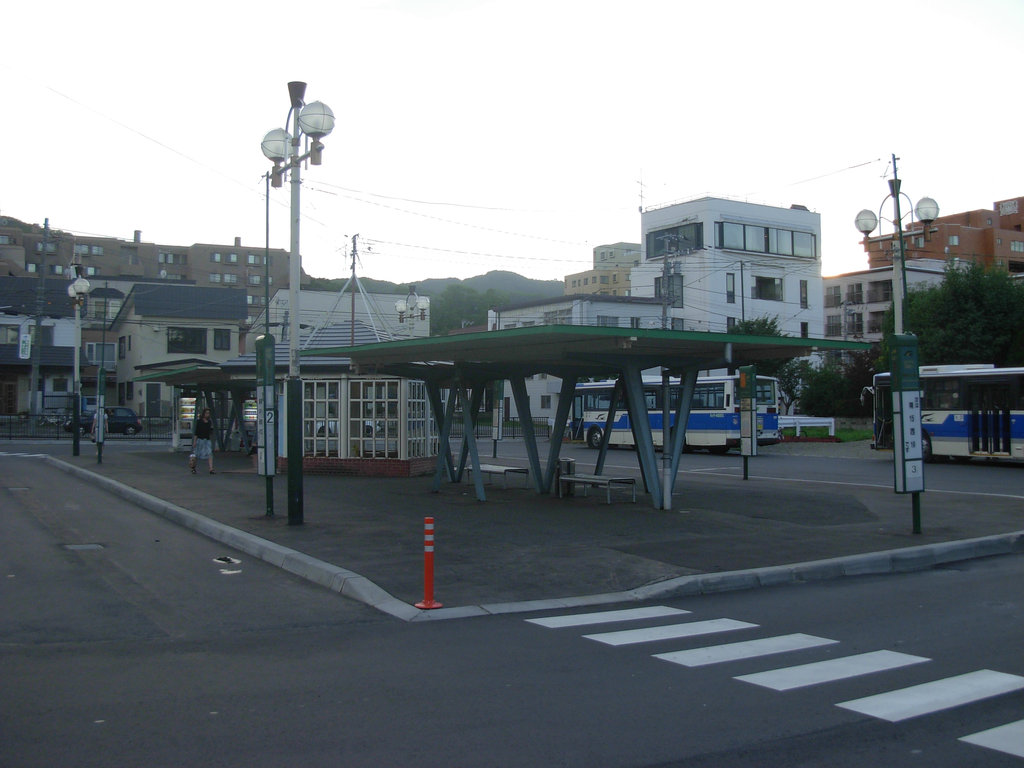
啓明バスターミナル 2007年8月

啓明バスターミナル（けいめいバスターミナル）は、北海道札幌市中央区南13条西22丁目に所在する、自動車ターミナル法による専用バスターミナルの名称。札幌市独自の分類では、都心・乗継のどちらにも該当しないことから「その他」として扱われる。

## 概要
1964年（昭和39年）8月10日開設。北海道旅客鉄道（JR北海道）や札幌市営地下鉄の路線網から離れた中央区山鼻地区におけるバス運行の拠点となっている。2019年（令和元年）12月の平日1日あたり、スクールバス等の非公示便を除く発着便数は255便。
乗降場（バース）は5箇所で、のりば中央に待合室がある。便所はのりばから離れた北側にある。設置者・管理者は札幌市交通局から札幌市へ移行している。
かつては札幌市営バスが使用していたが、2003年（平成15年）4月1日以降はジェイ・アール北海道バスとじょうてつが使用する。バス停留所名称は「啓明ターミナル」。
なお、「啓明」は地名ではなく、付近にある札幌市立啓明中学校に由来する名称である。これは明けの明星の別称であり、「啓明が一際明るく群星の中に光を放つように、心身共にさわやかに群を抜いて輝く学校になってほしい」という願いが込められたものである。

## 発着路線
真駒内駅方面はじょうてつ、その他はジェイ・アール北海道バス（琴似営業所）が運行。路線詳細は事業者記事、営業所記事を参照。
2023年（令和5年）10月1日現在。

### 1番のりば
- 桑8 桑園円山線 桑園駅行（南11条西22丁目・円山公園駅・医大病院経由）
- 円9 西25丁目線 円山公園駅行（南11条西22丁目経由）

### 2番のりば
- 51 啓明線 札幌駅前行（医大病院・西11丁目駅・大通西4丁目経由）
- 53 啓明線 大通西4丁目行・札幌駅前行（中央区役所前・西11丁目駅・大通西4丁目経由）

### 3番のりば
- 循環啓56 山鼻線 西線16条・幌平橋駅先廻り、界川・伏見町高台経由循環線
- 循環啓66 山鼻線 西線16条・幌平橋駅先廻り、南11条西20丁目経由循環線

### 4番のりば
- 循環啓55 山鼻線 伏見町高台・界川経由、旭山公園通15丁目・中島公園駅先廻り循環線
- 南4 真駒内線 真駒内駅行（電車事業所前・南警察署前・真駒内本町経由）

### 5番のりば
- 循環啓65 山鼻線 南11条西20丁目経由、旭山公園通15丁目・中島公園駅先廻り循環線

## 「南13条西22丁目」停留所
至近の環状通沿いに「南13条西22丁目」停留所があり、バスターミナルに入らない路線のみ停車する。この路上停留所名も「啓明ターミナル」であったが、2017年（平成29年）4月1日より現名称に変更された。
新千歳空港連絡バスは北都交通、その他はジェイ・アール北海道バス（琴似営業所）が運行。路線詳細は事業者記事、営業所記事を参照。
2023年（令和3年）10月1日現在。
北方向（バスターミナル分岐付近）
- 循環円10 ロープウェイ線 円山公園駅行（南11条西22丁目経由）
- 50 啓明線 札幌駅前行（中央区役所前・西11丁目駅・大通西4丁目経由）

南方向（バスターミナル分岐付近）
- 循環円11 ロープウェイ線 円山公園駅行（もいわ山ロープウェイ・伏見町高台・界川経由）
- 循環円12 ロープウェイ線 円山公園駅行（伏見町高台・界川経由）
- 50 啓明線 もいわ山ロープウェイ行

南方向（サツドラ向かい側）
- M 新千歳空港連絡バス 新千歳空港行（南千歳駅経由）